# Kebračovník

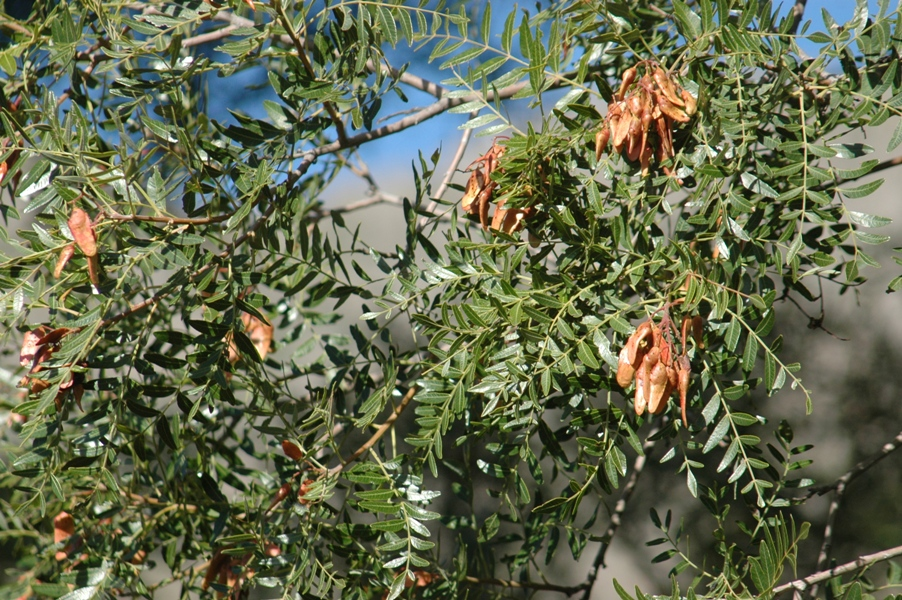
Větévky Schinopsis marginata s plody

Kebračovník (Schinopsis) je rod rostlin z čeledi ledvinovníkovité. Jsou to vesměs stálezelené stromy se zpeřenými nebo jednolistými listy, drobnými pětičetnými květy a křídlatými plody. Rod zahrnuje 7 druhů a je rozšířen v suchých lesích tropické a subtropické Jižní Ameriky, zejména v oblasti Gran Chaco.
Kebračovníky poskytují tvrdé a trvanlivé dřevo, využívané ve velkém zejména v Argentině na výrobu železničních pražců. Je známo pod názvem quebracho colorado.

## Popis
Kebračovníky jsou jednodomé nebo dvoudomé, zpravidla stálezelené stromy. Některé druhy mají trny. Rostliny obsahují šťávu, která na vzduchu černá. Listy jsou střídavé, lichozpeřené nebo jednolisté, vzácně trojčetné nebo sudozpeřené, s celokrajnými, vstřícnými, přisedlými nebo řapíčkatými lístky. Řapík listu je často křídlatý. Květy jsou přisedlé nebo stopkaté, pětičetné. Kalich je vytrvalý. Koruna je zelenavá nebo bílá, korunní lístky mají vystouplou střední žilku. Tyčinek je pět. V květech je pětilaločný disk. Semeník obsahuje jedinou komůrku, je ze stran silně zploštělý a nese přisedlou, postranní bliznu. Plodem je zelená, červená nebo hnědá samara se zploštělým postranním křídlem.

## Rozšíření
Rod kebračovník zahrnuje 7 druhů a je rozšířen výhradně v Jižní Americe. Jeho areál zahrnuje severní Peru, subamazonské oblasti Brazílie, Bolívii, Paraguay a severní a střední Argentinu. Kebračovníky rostou v suchých lesích, zvláště hojné jsou v oblasti Gran Chaco v Bolívii, Paraguayi a severní Argentině. Největší areál mají druhy Schinopsis balansae, S. brasiliensis a S. lorentzii Druh S. boqueriensis byl popsán z oblasti Gran Chaco až v roce 2014.

## Obsahové látky a jedovatost
Kontakt s rostlinou nebo pilinami ze dřeva může u citlivějších osob způsobit alergickou reakci projevující se dermatitidou podobně jako u celé řady jiných rostlin z čeledi ledvinovníkovité. Nadýchání se prachu při opracování dřeva může přivodit podráždění dýchacího ústrojí a nevolnost, vážnější případy jsou však zřídkavé.

## Taxonomie
Rod Schinopsis je v rámci čeledi Anacardiaceae řazen do podčeledi Anacardioideae a tribu Rhoeae. Jedná se o rozsáhlý tribus, do něhož jsou mj. řazeny rody Cotinus, Rhus, Pistacia nebo Schinus.

## Význam

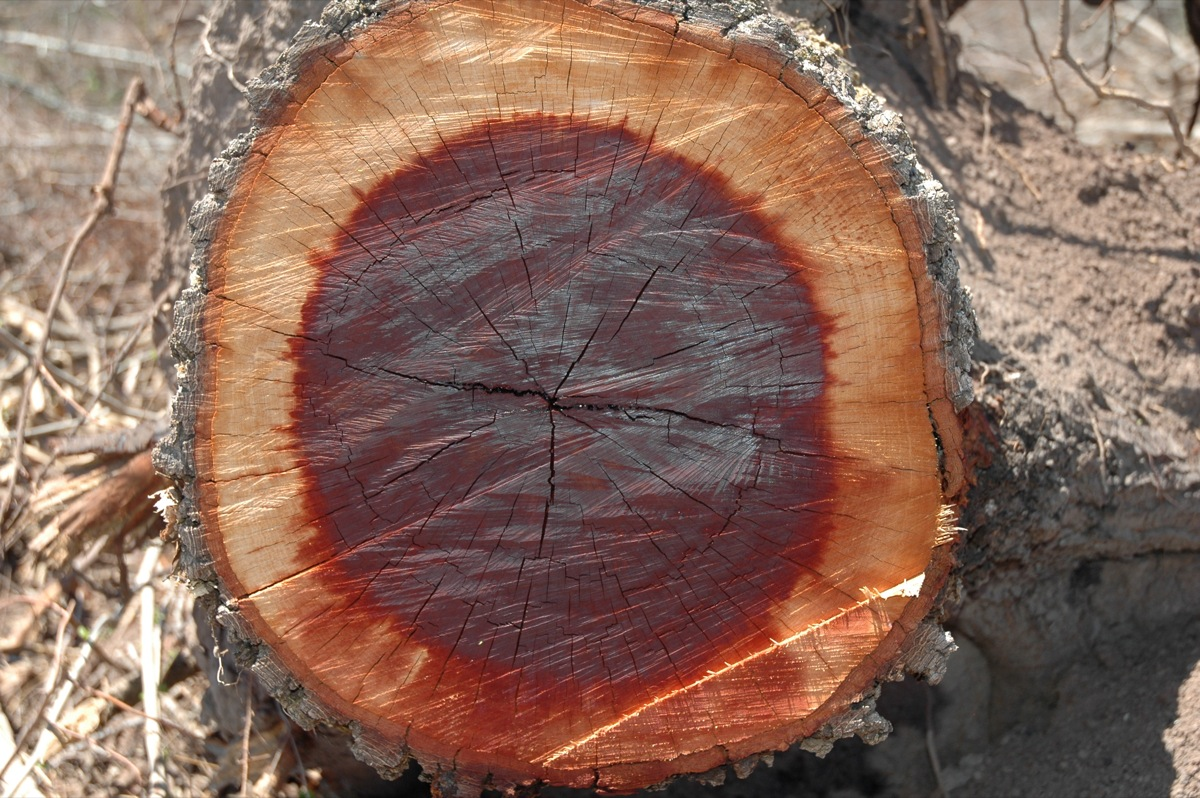
Dřevo Schinopsis balansae

Dřevo kebračovníků je značně tvrdé, těžké a odolné vůči hnilobě, dřevokaznému hmyzu i povětrnostním vlivům. Je známo pod názvem quebracho colorado. Náleží mezi nejtvrdší tropická dřeva, jak ostatně napovídá i název (ve španělštině quebrar hacha znamená "lamač seker"). Přívlastek colorado jej odlišuje od jiného dřeva s podobným názvem, quebracho blanco, pocházejícího ze stromů rodu štítosemenka (Aspidosperma) z čeledi toješťovité.
Jádrové dřevo kebračovníku má typickou rezavě hnědou barvu, běl je bledě žlutá. Textura je jemná a stejnoměrná. V Argentině bylo dřevo druhů Schinopsis balansae a S. lorentzii (syn. S. quebracho-colorado) vyhledáváno a ve velkém těženo na výrobu železničních pražců. Má využití také v tesařství jako konstrukční dříví. Druh S. balansae je národní strom Argentiny. Je používán též k zalesňování.